# Rachias aureus
Rachias aureus är en spindelart som först beskrevs av Cândido Firmino de Mello-Leitão 1920.  
Rachias aureus ingår i släktet Rachias och familjen Nemesiidae. Inga underarter finns listade i Catalogue of Life.